# واسطه مالی
واسطه‌‌ مالی یک نهاد پولی است که، بین عامل‌های دارای کسری و مازاد یک کانال پولی برقرار می‌کند تا وجوه از واحدهای دارای مازاد نقدینگی، به سمت واحدهای دارای کسری نقدینگی هدایت شود. مثالی کلاسیک از یک واسطهٔ مالی، بانک است که سپرده بانکی را به وام بانکی تبدیل می‌کند.
در طول فرآیند مداخله مالی، یک دارایی یا بدهی مشخص به دارایی یا بدهی‌های مختلفی تبدیل می‌شود. همچون واسطه مالی که یک جریان پولی از افرادی که سرمایه مازاد دارند به افرادی که سرمایه کافی برای فعالیت‌های مورد علاقه خود ندارند، ایجاد می‌کند.
در کشورهای پیشرفته واسطه مالی یک نهاد مالی است که به‌طور غیر مستقیم یک کانال بین بدهکاران و طلبکاران ایجاد می‌کند بدین صورت که پس‌اندازکنندگان (وام‌دهندگان) سرمایه مازاد خود را در اختیار یک نهاد مالی (مانند بانک) قرار می‌دهند و آن نهاد به قرض گیرندگان این وجوه را تخصیص می‌دهد. این فرایند می‌تواند به شکل وام یا رهن مسکن باشد.

## تفاوت نقش واسطه‌های مالی در کشورهای بانک محور و کشورهای بازار محور
در کشورهایی نظیر کشور آمریکا و انگلستان خانواده‌ها چون ریسک پذیرتر هستند، بنابراین سهم زیادی از دارایی‌های خود را در دارایی‌های مخاطره‌آمیز، نظیر سهام، سرمایه‌گذاری می‌کنند. در ژاپن، فرانسه و آلمان بیشتر خانوارها دارایی‌های مطمئن تری، نظیر سپرده‌های بانکی و اوراق بهادار با درآمد ثابت، را نگهداری می‌کنند و سهم کمتری از سبد دارایی‌های مخاطره‌آمیز اختصاص می دهند. دلیل اینکه در کشورهای آمریکا و انگلستان، خانوارها ریسک پذیرتر هستند به این دلیل است که بازارهای مالی در این کشوها نسبت به آلمان، ژاپن و فرانسه، پیشرفته تر و توسعه یافته تر است. در کشورهایی مانند فرانسه،ژاپن و آلمان به دلیل نبود رقابت شدید در بازارهای مالی بانک‌ها قادر به حذف ریسک از طریق هموارسازی بین زمانی هستند، بدین نحو که در زمان رونق و بازده بالای دارایی ها، دارایی‌های مطمئن و کم بازده را خریداری و نگهداری می‌کنند و در مقابل زمانی که بازدهی‌ها پایین است،بانک‌ها این دارایی‌ها را می فروشند و بدین طریق از مشتریان در مقابل ریسک حمایت می‌کنند.اما در کشورهای با ساختار بازار محور،توزیع مقطعی ریسک اهمیت دارد.چون با کاهش بازدهی در یک زمان افراد سرمایه‌ها را به سمت بازارهای پربازده تر،ولو با تحمل ریسک بیشتر هدایت می‌کنند پس بانک‌ها مجبورند در این شرایط از ابزارهای مشتقه یا تکنیک‌های مشابه برای مدیریت ریسک استفاده کنند.

## کاربردهای واسطه مالی
از دیدگاه سنتی هزینهٔ معاملات و اطلاعات ناقص، پایه و اساس شناخت نقش واسطه هاست. معاملات نشان می‌دهد که با کاهش هزینهٔ معاملات و شفاف تر شدن اطلاعات،از نقش واسطه‌های مالی می کاهد. اما به‌طور کلی  واسطه مالی چهار کاربرد اصلی دارد
۱. وساطت در انطباق سررسیدها:سررسید بخشی از سپرده‌های پذیرفته شده معمولاً کوتاه است. اگر بانک تجاری در میان نباشد قرض گیرنده ناچار خواهد شد که با دوره‌ای کوتاه‌تر وام بگیرد یا بکوشد بنگاهی بیابد که با دوره‌ای که مورد دلخواه وی است، به وی  وام بدهد.یا سرمایه‌گذارانی که در بانک سپرده نهاده اند، وجوه خود را به زمانی درازتر از آنچه می خواهند متعهد کنند.بانک تجاری با نشر حق مالی خود،در اصل دارایی درازمدت تر را به دارایی کوتاه مدت تبدیل می‌کند و این کار با اعطای وام به وام گیرنده برای طول زمانی مورد انتظار و واگذاری دارایی با چشم‌انداز سرمایه‌گذاری مطلوب به سپرده‌گذار انجام می پذیرد.
۲. کاهش خطر با ایجاد تنوع:تبدیل سرمایه‌گذاری‌های ریسکی به سرمایه‌گذاری کم ریسک یا نسبتا بدون ریسک یعنی واسطهٔ مالی با سرمایه‌گذاری وجوه در شرکت‌ها و زمینه‌های مختلف و تنوع بخشی به سرمایه‌گذاری ریسک را کاهش می‌دهد.(قرض دادن وجوه به قرض دهندگان مختلف برای پخش کردن ریسک)
۳. کاهش هزینه‌های عقد قرارداد و پردازش اطلاعات:عقد قرارداد و پردازش ااطلاعات مربوط به دارایی‌های مالی صرفه جویی‌های ناشی از مقیاس دارد و این به سبب مقدار پولی است که واسطه‌های ملی در مدیریت خود دارند.هزینه‌های کمتر هم به نفع سرمایه‌گذاری است که حق مالی یک واسطه مالی را می خرد، هم قرض گیرتده‌ای که از هزینهٔ کمتر وام‌گیری بهره می برد.
4.ایجاد مکانیسم پرداخت:که شامل موارد زیر می‌شود
- پرداخت با کارت اعتباری و ارایه ی کارت بدهی:بیشتر معاملات امروز نقدی نیست. این معاملات با استفاده از چک، کارت اعتباری،کارت بدهکاری و انتقال الکترونیکی وجوه صورت می پذیرد.این روش‌های پرداخت را برخی از واسطه‌های مالی تدارک می بینند. زمانی این کار به صورت محدود در دست بانک‌های تجاری بود. بعدها موسسات پس انداز و وام،بانک‌های پس انداز و برخی از انواع شرکت‌های سرمایه‌گذاری امتیاز انجام چنین کاری را برای مشتریان خود فراهم کردند. تفاوت کارت اعتباری با کارت بدهکاری این است که در مورد کارت اعتباری صورت حسابی دوره ای(معمولا هر ماه یک بار)برای دارندهٔ کارت اعتباری ارسال می‌شود و از او می خواهند برای معاملات گذشته پرداخت کند. در مورد کارت بدهکاری وجوه درست در زمان انجام معامله از حساب خریدار خارج می‌شود( یعنی حساب دارندهٔ کارت بدهکار می‌شود).
- امتیاز کشیدن چک

## خدماتی که واسطه مالی ارائه می‌کند
- تبدیل دارایی‌های مالی بدست آمده از طریق بازار به نوعی متفاوت از دارایی که ارجحیت بیشتر دارد
- مبادله دارایی‌های مالی به نیابت از سوی مشتریان
- مبادله دارایی‌های مالی به حساب خود
- کمک به ایجاد دارایی‌های مالی برای مشتریان و انگاه فروش آن دارایی‌ها به دیگر مشارکت کنندگان در بازار سرمایه
- ارائهٔ مشورت دربارهٔ سرمایه‌گذاری به دیگر مشارکت کنندگان در بازار
- مدیریت بدرهٔ دیگر مشارکت کنندگان در بازار سرمایه

## انواع واسطه‌های مالی
1. بانک‌های تجاری: بانک‌های تجاری با قبول انواع سپرده و اعطاء اعتبار، نقش اساسی در فعالیت‌های اقتصادی هر کشور ایفا می‌کنند. بانک‌های تجاری به خصوص وظیفه دارند سرمایه جاری موسسات تولیدی و بازرگانی را تأمین نمایند. این نوع بانک‌ها معمولاً به انجام دادن عملیات معمولی بانکی از قبیل قبول سپرده، نقل و انتقال پول در داخل، انجام معاملات ارزی، صدور ضمانت نامه، اعطای تسهیلات، افتتاح اعتبار در حساب جاری، تنزیل اسناد و اوراق تجاری «خرید دین» و خدمات متنوع دیگر می پردازند. بانک‌های تجاری از سرمایه‌گذاری‌های مستقیم در خرید و فروش کالا به منظور تجارت و از ایجاد انحصارات بزرگ منع گردیده‌اند.
2. موسسات پس انداز و وام
3. شرکت‌های سرمایه‌گذاری: این واسطه وجوه مشارکت کنندگان در بازار را در یک جا جمع  می‌کند و این وجوه را برای خرید سبدی از دارایی‌های مالی  نظیر سهام و اوراق قرضه به کار می برد. افرادی که ثروت خود را در این شرکت‌ها سرمایه‌گذاری می‌کنند، حق مالی به صورت سهام دریافت می‌کنند که به ان فرد حق می‌دهد سهمی به نسبت سرمایه از درآمد سبد مالی مذکور را دریافت  کند.
4. شرکت‌های بیمه
5. دلال یا مشاوران مالی: مشاوران مالی متخصصانی هستند که به مشتریان کمک می‌کنند تا با انتخاب یک تخصیص مناسب از داراریی ها،به درآمد و سود دلخواه خود از سرمایه‌گذاری، با یک سطح قابل قبول از ریسک دست یابند.
6. شرکت‌های تأمین مالی
7. صندوق‌های بازنشستگی
8. برخی از بنگاه‌های غیر مالی شعباتی دارند که خدمات غیر مالی عرضه می‌کند.برای مثال برخی از بنگاه‌های تولیدی بزرگ شرکت‌های تابعی دارند که مشتریان شرکت‌های اصلی خدمات تأمین مالی را بر عهده می‌گیرند. این نهادهای مالی را شرکت‌های مالی وابسته می نامند.مثلاً جنرال الکتریک شرکت تابعه‌ای  دارد که خدمات مالی انحصاری به شرکت مادر ارائه می‌دهد و نام آن، شرکت سهامی جنرال موتور می گویند.

## نوآوری‌های مالی
نوآوری‌های مالی را به 3 دستهٔ عمده تقسیم می‌شود:
- ابزارهای بازارگشا که نقدینگی بازار و دسترسی‌پذیری وجوه را با جذب سرمایه‌گذاران جدید و ارائهٔ فرصت جدید به وام گیرندگان،افزایش می دهند.
- ابزارهای مدیریت خطر توزیع مجدد خطر مالی به سوی کسانی که آمادگی خطرپذیری بیشتری دارند یا می‌توانند خطر را خنثی کنند و بنابراین بهتر می‌توانند آن را تحمل کنند.
- ابزارها و فرآیندهای خرید و فروش همزمان که به سرمایه‌گذاران و وام گیرندگان امکان می‌دهد که از تفاوت هزینه و بازده میان بازارها استفاده کنند و در عین حال تفاوت در برداشت مردم از خطر، و نیز تفاوت دیدگاه آن‌ها دربارهٔ اطلاعات،مالیات و مقررات را نشان می‌دهد.
- تبدیل به اوراق بهادار کردن دارایی ها:نوع آوری مالی عمده‌ای که در دههٔ 80 پای گرفت و بر نقش واسطه‌های مالی در بازار سرمایه عمیقا اثر گذاشت، پدیدهٔ تبدیل به اوراق بهادار کردن دارایی ها است. این فرآین شامل یک کاسه کردن یا تجمیع وام‌ها و فروش اوراق بهاداری با ضمانت و پشتوانهٔ آن‌ها است. این نظام به کلی با نظام سنتی برای تأمین مالی خرید دارایی‌ها فرق داشت؛ نظامی که در آن واسطه مالی، مثلاً نهاد سپرده پذیر یاشرکت بیمه(1) وام را می داد؛(2) وام را در بدرهٔ دارایی‌هایش نگاه می داشت و بدین ترتیب خطر اعتباری وام را می پذیرفت؛(3) خدمات وام را ارائه می داد یعنی اقساط را جمع‌آوری می‌کرد و به وام گیرنده اطلاعات مالیاتی و غیره می داد؛ و(4) از عامهٔ مردم وجوه را می گرفت تا با آن دارایی‌هایش را تأمین کند(غیر از مبلغ کمی که سرمایهٔ نهاد مالی بود).معنی تبدیل به اوراق بهادار کردن ئارایی‌ها آن است که بیش از یک مؤسسه در اعطای وام نقش دارند. مثلا، وام خرید اتومبیل را در نظر بگیرید.سناریوی وام دهی بدین نحو است.(1) بانک تجاری ممکن است وام را داده باشد(2) بانک  تجاری  به پشتوانهٔ این وام‌ها می‌تواند اوراق بهادار منتشر کند؛ (3) بانک تجاری ممکن است روی خطر اعتباری سبد وامهای اتومبیل، بیمه نامه از یک شرکت بیمه خصوصی خریداری کند؛ (4) بانک تجاری ممکن است وظیفه انجام خدمات وام یعنی گرد آوری اقساط را به شرکت دیگری که همین تخصصص را دارد واگذار کند؛و (5) بانک تجاری می‌تواند از خدمات مؤسسهٔ اوراق بهادار برای فروش اوراق بهادار منتشره به افراد و سرمایه‌گذاران نهادی استفاده کند. غیر از بانک وام دهنده اولی، یک شرکت بیمه، مؤسسه دیگری گه خدمات ئام ارائه می‌دهد، مؤسسه اوراق بهادار ، افراد و سرمایه‌گذاران نهادی در این فرابند مشارکت می‌کنند. بانک تجاری در مثال ما لازم نیست خطر اعتبار را متحمل شود، خدمات وام را ارائه دهد یا وجوه را فراهم آورد. هرچند از مثال وامهای اتومبیل صحبت کردیم، اما همین نظام در مورد وام‌های رهنی، وام‌های ساخت مسکن، وامهای قایق، وام‌های کارت‌های اعتباری، فروش نسیه شرکت‌های تأمین مالی و شرکت‌های تولیدی ، ابزاری است که برای توزیع مجدد خطر در میان مشارکت کنندگان در بازار کارایی بیشتری دارند.

## مدیریت دارایی/بدهی برای نهادهای مالی
ماهیت بدهی، استراتژی یک نهاد مالی را تعیین می‌کند. برای مثال نهادهای سپرده پذیر سپرده‌های افراد را جذب می‌کنند، با این شرط که به آن‌ها با نرخ مشخصی سود دهند. از طرفی این وجوه را با نرخی دیگر وام می دهند و از ما به التفاوت نرخ این دو سود می برند. پس در این حالت نهاد سپرده پذیر هدفش رسیدن به مابه التفاوت مثبت است. شرکت‌های بیمهٔ عمر و تا حدی شرکت‌های بیمه حوادث و بیمهٔ اموال، در شمار موسسات استفاده‌کننده از مابه التفاوت یاد شده هستند. صندوق‌های بازنشستگی در شمار بنگاه‌های ما به تفاوتی نیستند، زیرا آن‌ها خود به کسب وجوه در بازار نمی پردازند. این صندوق‌ها می کوشند هزینهٔ تعهدات خود در قبال بازنشستگان را به کمترین هزینه تبدیل کنند. شرکت‌های سرمایه‌گذاری برای وجوهی که کسب می‌کنند، با هیچ هزینهٔ آشکاری رو به رو نیستند و هیچ تعهد بدهی خاصی ندارند که لازم الاجرا باشد، اما در این میان یک استثنا وجود دارد و آن شرکت سرمایه‌گذاری ای است که، بازخرید سهام را در هر زمان تعهد می‌کند.

## خلاصه و نتیجه‌گیری
واسطه‌های مالی نقش حیاتی در گرد هم آوردن عامل‌های با مازاد وجوه و خواهان قرض دادن و عامل‌های با کمبود وجوه مورد نیاز و خواهان قرض گرفتن دارد.
در مسیر استفاده از این واسطه‌های مالی فوایدی همچون تغییر موعد بدهی و تبدیل ریسک را بدنبال دارد.البته در صورت تأمین مالی مستقیم نیز به چنین فوایدی دست می یابیم، اما هزینهٔ چنین کاری بالاتر از راه استفاده از واسطه ی مالی است. در واقع یکی از دلایل وجود واسطهٔ مالی این است که به دلیل مزیت‌های هزینه‌ای (کاهش هزینهٔ قرض گرفتن) هم این کار برای این موسسات سود به دنبال دارد و هم کارایی اقتصاد را در مجموع افزایش می‌دهد.